# IEs4Linux
IEs4Linux es un script que permite de manera simple disponer y ejecutar Internet Explorer en Linux (o cualquier otro SO ejecutando Wine). Además es libre y de código abierto. Es posible instalar las versiones de IE 5, 5.5 y 6; actualmente en fase beta se trabaja en el soporte para IE7, usando el renderizado de éste en la interfaz de IE 6, con lo cual el soporte aún es parcial, pero sirve perfectamente para mostrar cómo se ven las páginas en el navegador.
Esta aplicación está orientada a desarrolladores web, pues permite revisar sus proyectos en cuanto a compatibilidad con diferentes navegadores. 